# Alpha (альбом Alice Nine)
Alpha — второй студийный альбом японской группы Alice Nine, выпущенный 28 ноября 2007 года. Альбом включает в себя 12 песен, 4 из которых были выпущены ранее в качестве синглов. Ограниченное издание дополняется DVD-диском с двумя видеоклипами

## Список композиций
Все тексты написал вокалист группы Сё.
Обычное издание
| №   | Название                                   | Автор(ы) | Длительность |
| --- | ------------------------------------------ | -------- | ------------ |
| 1.  | «Zero (Ноль)»                              | Сага     | 4:49         |
| 2.  | «Cosmic World (Космический Мир)»           | Хирото   | 5:09         |
| 3.  | «蒼い鳥 (Голубая птица)»                   | Тора     | 3:24         |
| 4.  | «Jewels (Драгоценности)»                   | Сага     | 4:47         |
| 5.  | «9th Revolver (9-й Револьвер)»             | Тора     | 3:03         |
| 6.  | «-Dice- (Игра в кости)»                    | Сё       | 3:27         |
| 7.  | «Number Six. (Номер шесть)»                | Хирото   | 5:38         |
| 8.  | «虹彩 (Ирис)»                              | Хирото   | 7:37         |
| 9.  | «White Prayer (Белый игрок)»               | Тора     | 4:01         |
| 10. | «Eraser (Ластик)»                          | Сага     | 5:02         |
| 11. | «Blue Planet (Голубая планета)»            | Тора     | 3:19         |
| 12. | «Cradle to [Alpha] (Колыбель для [Альфы])» | Хирото   | 2:24         |

| №  | Название                                     | Длительность |
| -- | -------------------------------------------- | ------------ |
| 1. | «Cosmic World (Клип) и видео создания клипа» |              |
| 2. | «Blue Planet (Клип) и видео создания клипа»  |              |

## Позиция в чартах и продажи
Альбом занял 9 место в чарте Oricon, продержавшись в нём 8 недель.

## Клипы к альбому «Alpha»
- «Cosmic World»
- «Jewels»
- «Number Six.»
- «White Prayer»
- «Eraser»
- «Blue Planet»